# 蔡徐坤
蔡徐坤（1998年8月2日—），浙江温州人，中国大陆歌手、原创音乐制作人及演员。2012年通过参加综艺节目《向上吧！少年》进入中国內地娱乐圈。2015年参加中韓真人秀节目《星动亚洲》第一季和第二季，并于2016年10月成功通过10人男子组合SWIN正式出道。在与依海文化提请解约后，他以个人练习生身份参加爱奇艺《偶像練習生》，最終獲得該節目第一名，並以NINE PERCENT隊長及中心位出道。
蔡徐坤的知名个人原创作品包括单曲《I Wanna Get Love》、《Hard To Get》、《Wait Wait Wait》、《情人》以及EP《1》及最新專《迷》。团体作品方面，他在SWIN-S时期参与创作团体歌曲《只因你太美》；加入NINE PERCENT后，参与团体专辑《TO THE NINES》里《Rule Breaker》的作词。其音乐风格多样化，擅长于融合Future R&B/Urban R&B、Hip-Hop、Oriental等音乐元素。

## 早年生活
蔡徐坤出生于浙江省温州市，父亲是温州人，母亲是湖南怀化洪江人。他的童年有一段时间是在湖南怀化和外祖父母一起度过，小学就读于当地的鹤翔学校。在此期间，他被选为校长助理和学生会主席。小学毕业后迁居深圳，在南山第二实验学校读初中。他在《星动亚洲》节目里自稱曾收到TFBOYS公司时代峰峻的练习生邀请；但出于多方面考虑，其母亲最终推掉此次机会，安排他前往美国读书。2014年，完成初中学业的蔡徐坤赴美国留学，就读加利福尼亚州的格雷斯兄弟高中。

## 演艺事业
2011年，蔡徐坤创作了第一首歌曲《Goodnight 13》。同年，他参加“童一首歌超级童星演唱会”全国选拔赛（深圳站），最终入围深圳三强以及全国十强。2012年1月1日，他作为全国十强选手之一参加“童一首歌超级童星演唱会”。同年4月，他参加湖南卫视综艺节目《向上吧！少年》并入围全国200强，借此进入中国內地娱乐圈。6月26日，与中国中央电视台主持人鞠萍搭档主持“‘红领巾之歌’首届全国少年儿童优秀合唱歌曲征集展播活动”启动仪式。8月，他的首部电视剧作品《童话二分之一》在湖南卫视播出，在剧中饰演少年时期的杜御风。之后，他还参演了湖南卫视电视剧《女刑警李春春》，饰演西西。2014年3月4日，他的首部电影作品《完美假妻168》上映。在影片中，他客串饰演少年时期的霍克。
2015年7月，蔡徐坤中断美国高中学业回到中国，参加安徽卫视与韩国MBC电视台合作制作的偶像养成真人秀节目《星动亚洲》。在第一季节目中，蔡徐坤在韩国接受了为期三个月的封闭式强化训练，最终进入全国十五强。2016年初，他参加《星动亚洲》第二季。经过三个月的比拼，他成为优先获得七强席位卡的选手之一。第二季结束后，蔡徐坤和几名成功出道的学员回到了中国。2016年10月18日，他们以男子组合SWIN的身份首次亮相，正式出道于中国大陆演艺圈，由依海文化管理。由于该组合当时已经积累了相当大的粉丝基础，男团成员和他们的粉丝都对首演寄予厚望。然而，在依海管理不善的情况下，该组合并没有太多的演出及公开露面机会，导致粉丝群体和人气不断下降。2017年初，蔡徐坤向公司提起诉讼，要求终止合同。

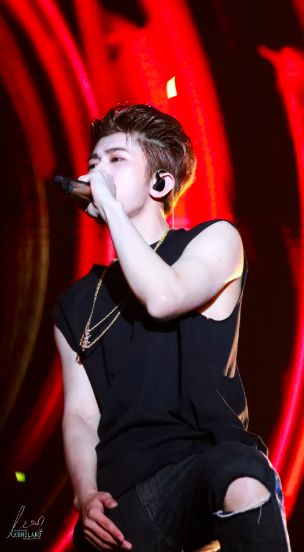
蔡徐坤於2018年11月17日 DWP

2017年底，蔡徐坤以个人练习生的身份参加爱奇艺偶像男团竞演养成节目《偶像练习生》。第一期节目中，他凭借演唱自己创作的歌曲《I Wanna Get Love》在初次評級獲得全場首個A等級。他的表演技巧和风格、舞台表现和个性，让他吸引了大量粉丝，并成为热门人物。几乎每次演出结束后，蔡徐坤都获得了最多的粉丝投票。2018年4月6日，他在总决赛夺得第一名，以限定男团NINE PERCENT中心位出道，随后成为该组合的队长。4月12日，蔡徐坤主演的网络剧《我才不会被女孩子欺负呢》上线优酷。他在剧中饰演男主角“叶麟”。截至5月3日，这部网络剧的播放量已超过575万次。5月23日，他和NINE PERCENT其余成员在《快乐大本营》首次集体亮相。
2018年7月，蔡徐坤成立个人工作室。8月2日，发行首张个人EP《1》。主打歌曲《Pull Up》MV由蔡徐坤亲自执导并参与拍摄，在音悦台音乐V榜打破7项数据纪录。8月19日，于“亚洲新歌榜2018年度盛典”获得出道以来的首个个人音乐类奖项“最受欢迎潜力男歌手”。8月23日，蔡徐坤发表另一首英文单曲《Wait Wait Wait》。10月12日，出席“芭莎慈善夜”并表演开场秀。在接下来的两天里，他与咪咕音乐合作，在成都、上海两地举办音乐分享会。12月8日，蔡徐坤出席“音乐盛典咪咕汇”，献唱《Wait Wait Wait》，并夺得“年度十大金曲”、“年度最佳彩铃销量歌手”两大奖项。年底，他先后参加《浙江卫视领跑2019演唱会》以及《东方卫视梦圆东方跨年盛典》。

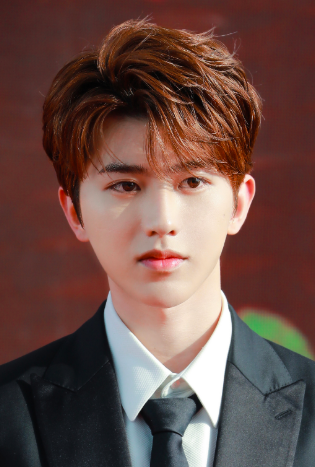
蔡徐坤于《2019年北京卫视春晚》发布会

2019年1月16日零时，蔡徐坤和成龍共同演唱的电影《神探蒲松龄》主题曲《一起笑出来》在酷狗音乐平台上线。两天后，由新浪微博出品的《蔡徐坤的未完成》系列短片正式上线。短片总共有12集，主要讲述蔡徐坤的心愿和挑战。同月，蔡徐坤在《2019年北京卫视春晚》演唱原创新歌《那年春天》，这首歌曲也是他的第一首全中文原创歌曲。2月18日，发行第二首全中文单曲《没有意外》。3月15日，他在Spotify发表第一首DJ混音歌曲《Bigger》。这首歌曲亦是他的巡演主题曲，于3月22日在中国发行。4月，蔡徐坤开启他的首次个人巡回演唱会“Kun One North America/U.K. Tour 2019”。巡演为期两个月，所覆盖的城市包括旧金山、洛杉矶、纽约以及伦敦等。7月26日，发行第二张个人专辑《YOUNG》；次日，于“2019青春芒果夜”首次现场演唱这张专辑的歌曲。10月12日晚，随NINE PERCENT在广州举办毕业演唱会，正式从该组合毕业。12月25日，担任《青春有你》第二季青春制作人代表；同月31日，参加《江苏卫视2020跨年演唱会》。
2020年3月，蔡徐坤与佟丽娅共同为抗击2019冠状病毒病疫情演唱的公益歌曲《山河无恙在我胸》上线。4月，作为常驻嘉宾参与录制真人秀《奔跑吧》。同年5月24日，蔡徐坤发布了《情人》音源。
2021年3月，作为常驻嘉宾参与录制真人秀《奔跑吧》。4月13日，发行了第三张个人专辑《迷》。当天发布了《#0000FF》，《迷》以及《默片》。 6月1日，发布了个人专辑《迷》中的其中一首歌《怪》。 7月15日，发布了专辑里的第五首歌《感受她》。 8月30日，同步解锁了5首歌：《梦（Band.ver）》，《Interlude-》，《欲》，《HAHA》以及《nobody cares》。 9月16日，发布了专辑里的最后一首歌《爱与痛》。蔡徐坤同时担任了《迷》以及《感受她》的MV导演。蔡徐坤微博上发布的《迷》互动MV更是首创国内互动MV先河。

## 慈善活动
2014年，蔡徐坤参加了一场公益长跑活动，目的是为了帮助患有自闭症的儿童。
2018年4月28日，蔡徐坤与团员NINE PERCENT向韩红爱心慈善基金会捐款了200万元人民币。 8月，蔡徐坤向深圳市罗湖区仁爱康复服务中心捐款3.2万元。10月12日，蔡徐坤参加“芭莎慈善夜”，表演开场秀并捐款60万元人民币。11月29日，蔡徐坤赴四川参加由咪咕音乐发起的“音乐能量之旅”活动，与彝族音乐人贾史帅波展开音乐交流。该活动的目的是提高对中国古代独特音乐文化和乐器的认识，推广中华传统音乐文化。12月14日，蔡徐坤参加了由成龙发起的“脱贫攻坚战——星光行动”公益活动，前往海南省儋州市探访当地的非物质文化遗产以及海鸭产业发展，并通过推介儋州跑海鸭蛋的方式协助当地脱贫攻坚。蔡徐坤也呼吁其粉丝为慈善事业做出力所能及的贡献。
2019年6月18日，因为马利奇发生台风而捐款了10万元人民币。6月19日，蔡徐坤知道宜宾发现地震后第一时间向中国扶贫基金会捐款10万元人民币。8月2日，蔡徐坤生日当天售卖了官方Q版公仔，蔡徐坤将每售出一件产品中的8.2元用于公益捐助，捐赠了64万多人民币。10月，蔡徐坤携手中国儿童少年基金会创立葵计划爱心基金。同月16日，蔡徐坤工作室捐了63万给葵计划专项基金。
2020年1月26日，蔡徐坤为在抗疫的武汉捐赠了60万元。 7月23日，中国扶贫基金会携手蔡徐坤向江南鄱阳县发放粮油308份。8月3日，蔡徐坤工作室也向葵计划专项基金捐款了82万元。9月12日，给洪江市人民医院捐赠一辆救护车。
2021年7月21日，蔡徐坤给发生水灾的河南捐赠了30万元以及60万瓶的康师傅喝开水。7月23日，蔡徐坤工作室捐了30万给葵计划专项基金。8月2日，蔡徐坤给媒体朋友送新疆棉被。

## 荣誉奖项
2018年4月到5月，蔡徐坤的第一首单曲《I Wanna Get Love》连续近三周蝉联“中国大陆华语音乐流行榜”榜首。12月4日，蔡徐坤于第十五届MAHB年度先生盛典中荣获“年度先生”称号，且为最年轻的时尚先生。
2019年1月10日，蔡徐坤被牙买加驻华大使馆授予“中牙友好大使暨中牙杰出青年领袖人物”称号。1月18日，NBA官方通过新浪微博宣布蔡徐坤成为首位NBA新春贺岁形象大使，并发布蔡徐坤和NBA球星阿德托昆博、利拉德和克雷·湯普森联袂拍摄的贺岁宣传片。7月10日，蔡徐坤成为迪士尼电影《狮子王》的宣传大使。
2019年8月20日，蔡徐坤在2019年福布斯中國名人榜，名列第34名。8月30日，蔡徐坤在2019爱奇艺尖叫夜华人歌曲音乐盛典中凭借《Wait Wait Wait》获得第一组年度金曲，以及年度最佳舞台演绎男歌手和2019华人杰出青年歌手。12月14日，蔡徐坤于音乐盛典咪咕汇中凭借《YOUNG》荣获年度10大金曲、年度最具号召力男歌手、年度最佳视频彩铃销量歌手以及年度最佳人气男歌手等奖项。
2020年8月27日，蔡徐坤在2020福布斯中國名人榜名列第31名。12月6日，蔡徐坤于动感地带第十四届音乐盛典咪咕汇斩获年度10大金曲、年度内地最佳男歌手、年度内地最受欢迎男歌手、年度最佳人气男歌手四项大奖 。12月10日，蔡徐坤斩获MAHB时尚先生盛典中极具权威性的“年度先生”大奖。
2021年1月23日，蔡徐坤于第二届TMEA腾讯音乐娱乐盛典获得年度最具号召力歌手、年度最具影响力唱作歌手，其单曲作品《情人》荣获年度十大单曲。2月28日，蔡徐坤获得微博年度原创音乐人。12月11日，蔡徐坤于第三届TMEA腾讯娱乐音乐盛典中荣获年度最具影响力制作人奖项以及年度十大金曲——《感受她》。 

## 作品

### 专辑
| 專輯# | 專輯資料                                                                            | 曲目 |
| ----- | ----------------------------------------------------------------------------------- | --- |
| 1st   | 《迷》 - 发行时间：2021年4月13日 - 语言：国语 - 唱片公司：上海圣臻 - 格式：数字专辑 | 曲目 1. #0000FF（20210410） 2. 迷（20210413） 3. 默片（20210413） 4. 感受她（20210715） 5. 梦(Band ver.)（20210830） 6. Interlude-（20210830） 7. 怪（20210601） 8. 欲（20210830） 9. haha（20210830） 10. nobody cares（20210830） 11. Outro-愛與痛（20210906） |

### EP
| 專輯# | 專輯資料 | 曲目 |
| ----- | --- | --- |
| 1st   | 《1》 - 发行时间：2018年8月2日 - 语言：英语、国语 - 唱片公司：永稻星娱乐 - 格式：数字专辑                          | 曲目 1. Pull Up 2. It's You 3. You Can Be My Girlfriend                                                                   |
| 2nd   | 《YOUNG》 - 发行时间：2019年7月26日 - 语言：国语、英语 - 唱片公司：嘉美联创 - 格式：数字专辑                       | 曲目 1. YOUNG（20190726） 2. 蒙着眼（20190906）                                                                           |
| 3rd   | 《现象 (PHENOMENON, 2019)》 - 发行时间：2023年2月24日 - 语言：国语、英语 - 唱片公司：上海圣臻 - 格式：CD、数字专辑 | 曲目 1. 前言 (INTRO) 2. 现象 (PHENOMENON) 3. 标签 (TITLE) 4. 修行 (NARCISSISM)                                            |
| -     | 《KUN 2023 ART LAB LIVE》 - 发行时间：2023年2月27日 - 语言：国语、英语 - 唱片公司：上海圣臻 - 格式：数字专辑       | 曲目 1. 感受她 (Live) 2. 情人 (Live) 3. 迷 (Live) 4. HAHA (Live) 5. It's You (Live) 6. 默片 (Live) 7. nobody cares (Live) |

### 单曲
| 年份   | 发行日期 | 名称                                                                | 备注                                     |
| ------ | -------- | ------------------------------------------------------------------- | ---------------------------------------- |
| 2017年 | 12月15日 | 《I Wanna Get Love》                                                | 首支个人单曲                             |
| 2018年 | 8月23日  | 《Wait Wait Wait》                                                  |                                          |
| 2019年 | 1月16日  | 《一起笑出來》 （合作演唱者：成龍）                                 | 电影《神探蒲松龄》主题曲                 |
| 2019年 | 2月5日   | 《那年春天》                                                        |                                          |
| 2019年 | 2月18日  | 《没有意外》                                                        |                                          |
| 2019年 | 3月22日  | 《Bigger》                                                          | 首支EDM舞曲，“One”海外巡演主题曲         |
| 2019年 | 4月19日  | 《Hard To Get》                                                     |                                          |
| 2019年 | 9月26日  | 《夢》                                                              | 收錄於NINE PERCENT團體專辑《限定的記憶》 |
| 2019年 | 11月15日 | 《重生》                                                            |                                          |
| 2019年 | 12月5日  | 《冬梦飞翔》 （合作演唱者：佟丽娅、高瑞璇、孙圣凯、刘津言、朱良奇） | 2022年冬季奥林匹克运动会推广曲           |
| 2020年 | 1月3日   | 《重生 (Original Mix)》                                             |                                          |
| 2020年 | 3月24日  | 《山河无恙在我胸》 （合作演唱者：佟丽娅）                           | 抗击疫情公益歌曲                         |
| 2020年 | 4月9日   | 《Home》                                                            | 抗击疫情公益歌曲                         |
| 2020年 | 5月24日  | 《情人》                                                            |                                          |
| 2022年 | 7月22日  | 《Hug me》                                                          |                                          |
| 2023年 | 6月22日  | 《Hug me (Remix)》                                                  |                                          |
| 2023年 | 11月22日 | 《Spotlight（聚光灯）》                                             |                                          |
| 2024年 | 1月31日  | 《RIDE OR DIE（至死不渝）》                                         |                                          |
| 2024年 | 6月9日   | 《Afterglow》                                                       |                                          |
| 2024年 | 8月2日   | 《Remedy》                                                          |                                          |
| 2025年 | 5月28日  | 《Deadman》                                                         |                                          |

## 影视作品

### 电影
| 年份 | 名称                     | 角色     | 备注               | 参考资料 |
| ---- | ------------------------ | -------- | ------------------ | -------- |
| 2014 | 《完美假妻168》          | 少年霍克 | 成年角色由何炅饰演 |          |
| 2018 | 《我在成長，你看見了嗎》 | 自己     | 蔡徐坤的首部微電影 | [ 102 ]  |

### 紀錄片
| 年份   | 名称                    | 备注                                                                | 参考资料 |
| ------ | ----------------------- | ------------------------------------------------------------------- | -------- |
| 2019年 | 《蔡徐坤的未完成》      | 新浪微博、新浪娱乐联合出品的明星制片人微计划S级首档个人成长类纪录片 | [ 60 ]   |
| 2019年 | 《“One”海外公演纪录片》 | 蔡徐坤海外巡演“Kun One North America/U.K. Tour 2019”纪录片          | [ 103 ]  |

### 电视剧
| 年份 | 名称                       | 播出平台 | 角色       | 备注                 |
| ---- | -------------------------- | -------- | ---------- | -------------------- |
| 2012 | 《童话二分之一》           | 湖南卫视 | 少年杜御风 | 成年角色由李浚赫饰演 |
| 2012 | 《女刑警李春春》           | 湖南卫视 | 西西       |                      |
| 2018 | 《我才不会被女孩子欺负呢》 | 优酷     | 叶麟       | 首次担当主角         |

### 固定综艺节目
| 年份 | 名称                        | 播出平台     | 角色           | 备注                          |
| ---- | --------------------------- | ------------ | -------------- | ----------------------------- |
| 2012 | 《向上吧！少年》            | 湖南卫视     | 选手           | 全国200强                     |
| 2015 | 《星动亚洲》第一季          | MBC&安徽卫视 | 练习生         | RED-X队，全国15强             |
| 2016 | 《星动亚洲》第二季          | MBC&安徽卫视 | 练习生         | 获得最终前3名                 |
| 2018 | 《偶像练习生》              | 爱奇艺       | 练习生         | 获得最终第1名                 |
| 2020 | 《青春有你2》               | 爱奇艺       | 青春制作人代表 | 偶像女團競演養成類真人秀      |
| 2020 | 《奔跑吧》第四季            | 浙江衛視     | 固定成員       |                               |
| 2020 | 《奔跑吧 黃河篇》特別季     | 浙江衛視     | 固定成員       |                               |
| 2021 | 《奔跑吧》第五季            | 浙江衛視     | 固定成員       |                               |
| 2022 | 《奔跑吧》第六季            | 浙江衛視     | 固定成員       |                               |
| 2022 | 《沸騰校園》                | 騰訊視頻     | 沸騰製作人     |                               |
| 2022 | 《奔跑吧·共同富裕篇》特別季 | 浙江衛視     | 固定成員       |                               |
| 2023 | 《奔跑吧》第七季            | 浙江衛視     | 特邀嘉宾       | 第11-12期 *节目播出被删减剪辑 |

## 演唱会

### 巡回演唱会
| 場次                   | 日期                   | 國家/地區              | 城市                   | 场地                   | 备注                           |
| 蔡徐坤「迷」巡回演唱会 | 蔡徐坤「迷」巡回演唱会 | 蔡徐坤「迷」巡回演唱会 | 蔡徐坤「迷」巡回演唱会 | 蔡徐坤「迷」巡回演唱会 | 蔡徐坤「迷」巡回演唱会         |
| ---------------------- | ---------------------- | ---------------------- | ---------------------- | ---------------------- | ------------------------------ |
| 1                      | 2021年7月17日          | 中国内地               | 北京                   | 凯迪拉克中心           | 首场个人演唱会                 |
| 2                      | 2021年7月31日          | 中国内地               | 南京                   | 南京青奥体育公园体育馆 | 因疫情延期后取消               |
| 3                      | 2023年6月3日           | 澳门                   | 澳门                   | 銀河綜藝館             | 首位在此场馆开演唱会的华语歌手 |
| 4                      | 2023年6月17日          | 香港                   | 香港                   | 亞洲國際博覽館         |                                |
| 5                      | 2023年6月25日          | 泰国                   | 曼谷                   | Impact Arena           |                                |
| 6                      | 2023年7月15日          | 新加坡                 | 新加坡                 | 滨海湾金沙             |                                |
| 7                      | 2023年10月6日          | 马来西亚               | 吉隆坡                 | MINES 国际会展中心     |                                |

### 线上演唱会
| 1 | 2023年2月26日 | TMElive（QQ音乐、酷狗音乐、酷我音乐、全民K歌） |

## 相关事件

### 与依海娱乐合约解除案
2017年2月10日，蔡徐坤起诉当时所在的上海依海娱乐有限公司，称其待遇恶劣，并要求终止合约。蔡徐坤方面指出，蔡徐坤在依海发展期间不但没有获得任何收入，还被迫签署110万元人民币的欠条。《偶像练习生》播出后不久，依海于2018年3月就蔡徐坤的违约行为提起反诉，要求蔡徐坤向依海赔偿5000万元人民币的违约金和损失赔偿金。在4月25日的一审中，依海要求蔡徐坤继续遵守合约条款，并向依海支付从电视剧、代言和综艺节目中获得的70%收入。
2018年10月，法院一审作出判决，驳回依海的诉讼，依海娱乐提出上诉。2019年1月，法院就此事进行第二次审判，直到2月19日才公布最终裁决。蔡徐坤胜诉并成功解除合约。

### 蔡徐坤篮球视频事件

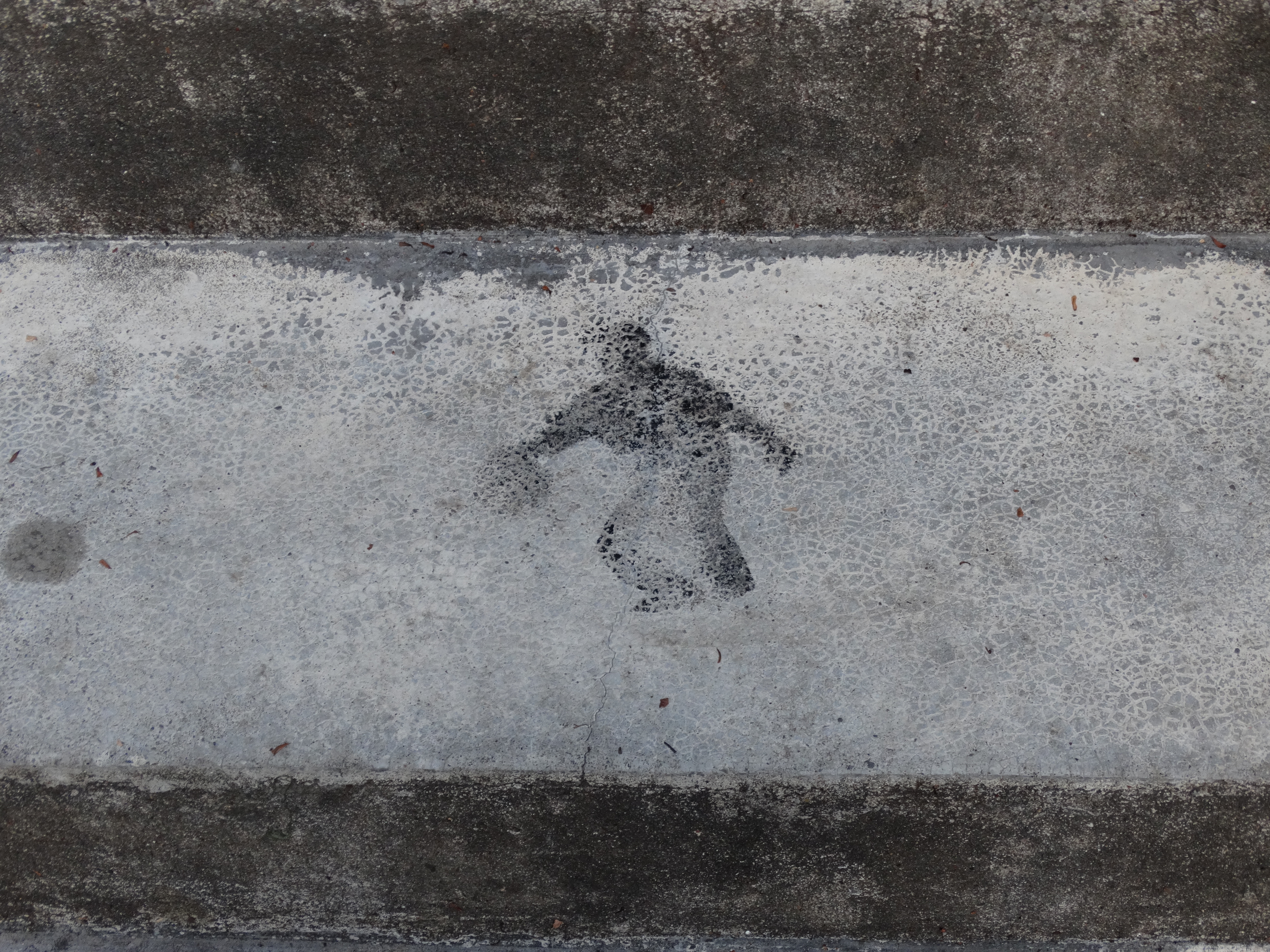
重庆某校园过道楼梯处蔡徐坤贴纸

2019年1月18日，NBA官方在新浪微博宣布蔡徐坤为首位NBA新春贺岁形象大使，并与三位球员拍摄宣传片，此举引发质疑。球迷翻出蔡徐坤以往节目中打球的片段，并质疑其球技。同时，打球片段也被网友再创作以进行调侃或者恶搞。
2019年4月12日，上海正策律师事务所、上海天尚律师事务所受蔡徐坤本人之委托，向bilibili网络传播视听节目许可证的注册公司——上海宽娱数码科技有限公司发送律师告知函。文中指出，bilibili存在大量对蔡徐坤表演视频进行恶意剪辑的鬼畜血腥暴力視頻，涉嫌故意诽谤以及滥用肖像，已严重侵犯蔡徐坤的合法权益。随后，蔡徐坤工作室也转发了这封律师函。同日，bilibili对律师告知函作出回应，称“相信法律自有公断”。之后蔡徐坤对于相关迷因的态度有所缓和，并偶然以此自嘲。
2023年3月7日，人民网发文“不能让恶俗的网络烂梗毒害孩子”其中就包括了相关迷因中的“鸡你太美”，事后微博平台下方引来网民们用“小黑子”头像来反对人民网这次的行为。

### 流量争议
2019年2月23日，中国中央电视台发布一则部分娱乐明星流量造假的新闻，蔡徐坤和多位流量明星的名字出现在了该新闻中。此事件在中国大陆舆论界引发热议。6月10日，北京市公安局向《新京报》记者透露，帮助所有流量明星粉丝制造大量微博转发的星援App已被依法查封。2020年12月31日，软件开发者被判犯提供侵入计算机信息系统程序罪，判处有期徒刑五年，并处罚金人民币十万元。

### 疑似强迫堕胎
2023年6月26日，百度网友“C先生不要太勇”发布动态，称“2021年5月20日，蔡徐坤和一位C姓女生在北京朝阳区某KTV经朋友介绍相识，两人聚会结束后，于21日凌晨发生了性关系，时隔一个月后，C女士去医院检查显示已经怀孕，C女士询问蔡徐坤怎么办，蔡徐坤当即反应就是让她打掉，7月5日，C女士独自去医院打了胎。”
2023年6月28日，北京蔡徐坤影视文化工作室被列入经营异常名录。6月30日，蔡徐坤参与的真人秀节目《奔跑吧》宣佈原定於当晚播出的节目延期播出。7月1日，北京广告协会明星代言规范工作委员会发布通知，要求品牌公司和演艺经纪公司就蔡徐坤事件等做好风险把控，该协会后于7月19日删除此通知。此后，央视、爱奇艺等媒体下架了蔡徐坤相关内容。另外蔡徐坤此前合作品牌的微博内均已无法搜索到相关内容，其代言的燕京啤酒的股吧也一度引发大量网民讨论。
2023年7月3日，蔡徐坤发布微博，称和C女士的交往均属双方自愿，既不存在“女方为未成年”的情况，也不存在所谓的“强制堕胎”，不涉及违法行为。并称“这个教训对我来说是惨痛的，这两年的时间里，我也在自责和懊悔中。再次向一直支持信任我的歌迷们道歉，向一直关注我发展与成长的媒体朋友们道歉。今后，我会严格约束自己的言行，接受大众和社会监督。”
7月14日，《奔跑吧》在延播两周后播出，但蔡徐坤的镜头被全部删除。而蔡徐坤计划在7月15日在新加坡举办的演唱會仍正常举行，這是他在風波後的首次公開露面。在演唱会現場，粉絲們高举应援口号「多大点事，一直在一直爱」替他加油打氣。有关消息在网络传出后，随即引发正反两面讨论。